# 湖南省語言文字工作委員會
湖南省语言文字工作委员会，簡稱湖南省語委，主管湖南省的語言文字工作。2019年，主任郭开朗（兼任副省長），副主任王键（兼任省教育厅副厅长）。